# Schluff (Eisenbahn)
| Kursbuchstrecke (DB): | 12424                |                               |                               |
| Streckenlänge: | heute: 13,6 km       |                               |                               |
| Spurweite: | 1435 mm (Normalspur) |                               |                               |
| |                      |                               |                               |
| \| \| \| \| \| \| \| 0,0 \| St. Tönis \| St. Tönis \| \| \| 1,8 \| nach Crefeld Staatsbahnhof \| nach Crefeld Staatsbahnhof \| \| \| 2,2 \| Linksniederrheinische Strecke \| Linksniederrheinische Strecke \| \| \| \| Krefeld West \| \| \| \| \| nach Krefeld Hauptbahnhof \| \| \| \| 4,7 \| Krefeld Nord \| Krefeld Nord \| \| \| 9,6 \| Hüls \| Hüls \| \| \| \| nach Kempen \| \| \| \| 13,6 \| Hülser Berg \| Hülser Berg \| \| \| \| \| \| |                      |                               |                               |
| Strecke (außer Betrieb) |                      |                               |                               |
| Kopfbahnhof Strecke bis hier außer Betrieb | 0,0                  | St. Tönis                     | St. Tönis                     |
| Abzweig geradeaus, nach rechts und von rechts | 1,8                  | nach Crefeld Staatsbahnhof    | nach Crefeld Staatsbahnhof    |
| Kreuzung geradeaus unten | 2,2                  | Linksniederrheinische Strecke | Linksniederrheinische Strecke |
| ehemaliger Haltepunkt / Haltestelle |                      | Krefeld West                  | Krefeld West                  |
| Abzweig geradeaus und ehemals von rechts |                      | nach Krefeld Hauptbahnhof     | nach Krefeld Hauptbahnhof     |
| Bahnhof | 4,7                  | Krefeld Nord                  | Krefeld Nord                  |
| Haltepunkt / Haltestelle | 9,6                  | Hüls                          | Hüls                          |
| Abzweig geradeaus und ehemals nach links |                      | nach Kempen                   | nach Kempen                   |
| Kopfbahnhof Strecke ab hier außer Betrieb | 13,6                 | Hülser Berg                   | Hülser Berg                   |
| Strecke (außer Betrieb) |                      |                               |                               |

Der Schluff ist Krefelds historische Dampfeisenbahn.
Der Name „Schluff“ leitet sich von der mundartlichen Bezeichnung Schluffen für Pantoffeln ab. Im übertragenen Sinne ist Schluff ein müder Mensch, der seine Beine nicht mehr hoch bekommt und mit seinen Pantoffeln, also seinen Schluffen, über den Boden schleift. Die gemächliche Reisegeschwindigkeit des Zuges und das schnaufende Geräusch der Dampfmaschine der Lok erinnern sozusagen lautmalend an einen Schluff.
Betrieben wird der Schluff heute als Museumseisenbahn von der SWK Mobil, unterstützt durch die Vereine „Schluff und historische Verkehrsmittel Krefeld“, „Freunde der Eisenbahn Krefeld e. V.“ und der „Interessengemeinschaft Schienenverkehr Krefeld e. V.“ und seit 2010 der „Hafen Krefeld GmbH & Co. KG“, die den Krefelder Rheinhafen betreibt.

## Geschichte der Strecke und ihres Betriebs

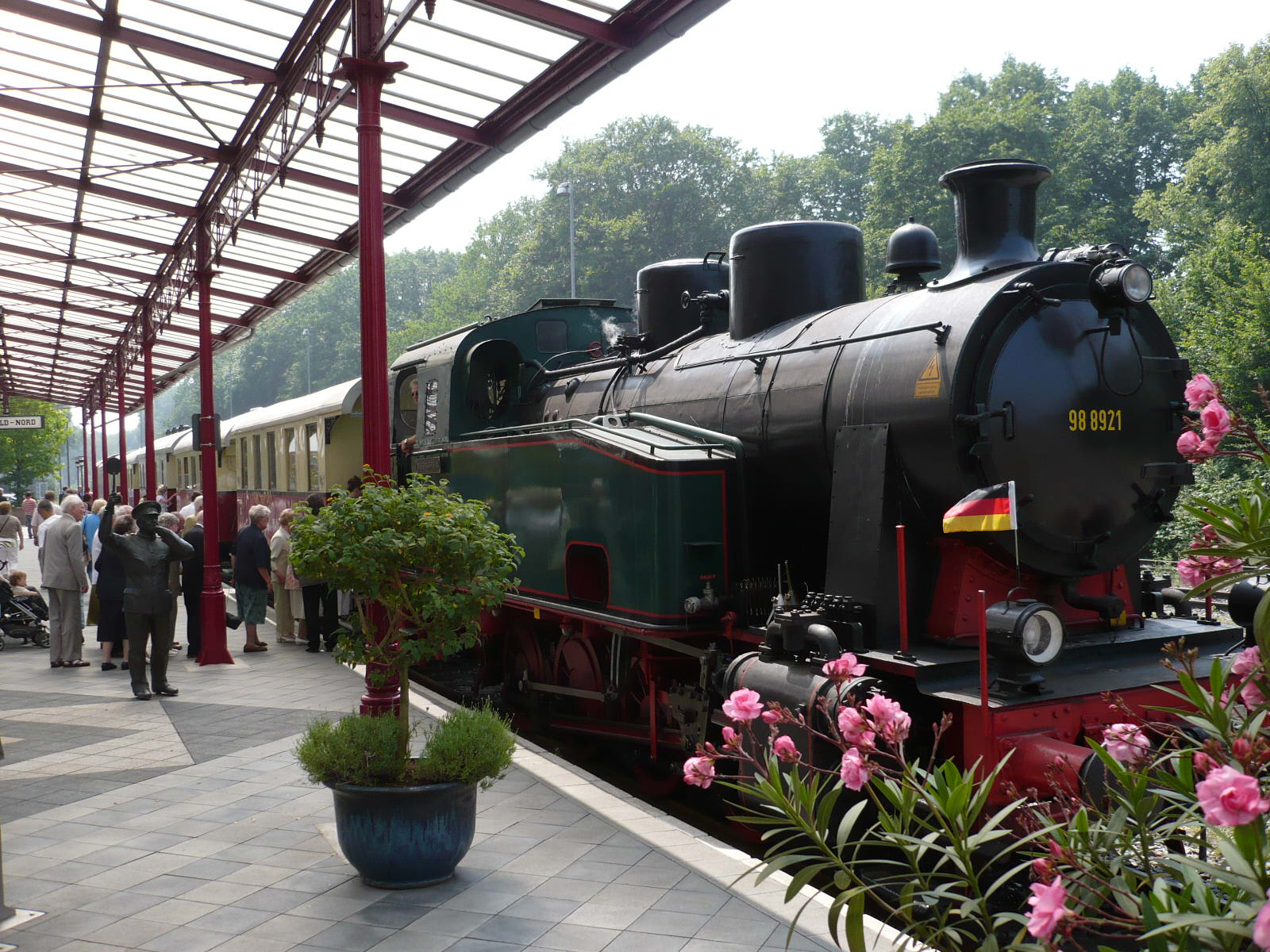
Der Schluff im Bahnhof Crefeld Nord

1868 wurde die Krefelder Eisenbahn als „Crefeld-Kreis-Kempener Industrie-Eisenbahn-Gesellschaft“ (CKKIE) gegründet. 1880 übernahm die „Crefelder Eisenbahn-Gesellschaft“ (CEG, später KEG) die 1874 in Konkurs gegangene CKKIE. 1914 verfügte der Fahrzeugpark der CEG über 19 Dampfloks, 51 Personenwagen, 10 Packwagen, 2 Postwagen, 101 gedeckte und 83 offene Güterwagen, 57 Kokswagen und 8 Spezialwagen. Diese Gesellschaft ging 1978 in die KREVAG über, die heutige SWK Mobil. Schon bis 1951 wurde der Personenverkehr auf der Schiene eingestellt, der Güterverkehr folgte bis 1985. Heute ist von dem Netz nur noch die Verbindung zwischen St. Tönis und Hülser Berg erhalten geblieben. Die historischen Trassen von St. Tönis nach Süchteln und vom Hülser Berg nach Moers sind teilweise als kombinierter Rad-Wanderweg erhalten.
Seit 1979 wird diese Strecke für Ausflugsfahrten genutzt, zunächst kurz mit einer Diesellok, ab Mai 1980 mit der Dampflokomotive „Graf Bismarck XV“. An jedem Sonntag zwischen Mai und Oktober fahren hunderte von Fahrgästen mit dem Schluff von St. Tönis über den Krefelder Nordbahnhof zum Naherholungsgebiet Hülser Berg. Fahrräder finden in einem Packwagen Platz.
Zugbegleiter und Schaffner stellen die „Freunde der Eisenbahn Krefeld e. V.“ (FdE) und die „Interessengemeinschaft Schienenverkehr Krefeld e. V.“ (ISK). Der Barwagen des Schluff wird ab der Saison 2024 vom FdE betrieben. 
Zunächst kamen ab 1980 die Lokführer von SWK Mobil, Abteilung Instandhaltung. Allerdings mussten sie ihre Aufgabe beim Schluff als Nebentätigkeit zusätzlich zu einem normalen Dienst bei der SWK wahrnehmen. Dies führte nach dem Jahrhundertwechsel zu Engpässen, da immer weniger qualifizierte Mitarbeiter zur Verfügung standen. 2008 übernahm die NIAG den Fahrbetrieb und stellte auch die Lokführer. Seit 2010 kooperiert die SWK Mobil aufgrund des inzwischen problematisch gewordenen Mangels an Lokführern mit der „Hafen Krefeld GmbH & Co. KG“ anstelle der NIAG. Sie übernahm zunächst für drei Jahre den technischen Betrieb und die Instandhaltung und Wartung der Wagen und Schienen und organisiert auch den Güterverkehr.

## Die Dampflokomotive

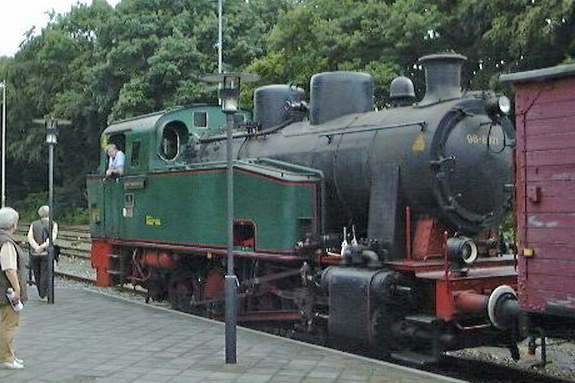
Die Lok Graf Bismarck XV

Die Lok Graf Bismarck XV (Nr. 98 8921) wurde 1979 vom Eisenbahnmuseum Bochum-Dahlhausen der Deutschen Gesellschaft für Eisenbahngeschichte übernommen. Gebaut wurde sie bei Henschel & Sohn in Kassel unter der Fabriknummer He 29893/47. Die Lok ist vom Typ D 600. Es handelt sich um eine relativ junge Lok (Baujahr 1947) der Bauart „D n2t“ (vier Kuppelachsen, Nassdampf-Kessel mit zwei Zylindern, Tenderlokomotive), die ursprünglich auf der Zeche Graf Bismarck in Gelsenkirchen im Einsatz war.
Um Böschungsbrände durch Funkenflug und Abaschung auf das Gleis zu vermeiden, wurde die Lok vor ihrem Einsatz auf der waldreichen Strecke zum Hülser Berg ab 1980 von Kohle- auf Leichtölfeuerung umgestellt. Der Brenner war bis zur Hauptuntersuchung 2013/2014 ein ausgemusterter Brenner aus dem Heizwerk der Stadtwerke Krefeld an der Alten Gladbacher Straße. Im Rahmen der HU wurde im Dampflokwerk Meiningen ein neuer Brenner eingebaut. Da dieser Brenner – anders als normalerweise bei ölbefeuerten Dampflokomotiven üblich – nicht mit Dampf, sondern mit elektrischem Strom betrieben wird, besitzt die Lok ein Dieselmotor-Stromaggregat, welches auch die Spannungsversorgung im Zug sicherstellt.
Im Jahr 1997 wurde die Lok im Dampflokwerk Meiningen grundlegend überholt und erhielt einen neuen Kessel. 2005/06 wurde die Lok im selben Werk erneut instand gesetzt. In den Jahren 2014 und 2021/2022 wurde sie erneut im DLW Meiningen hauptuntersucht.
Die Restauranteigner des Nordbahnhofs benannten 2018 – in Anlehnung an den Schluff – das in der Biermanufaktur produzierte regionale Hausbier "Schlüffken".

## Bilder

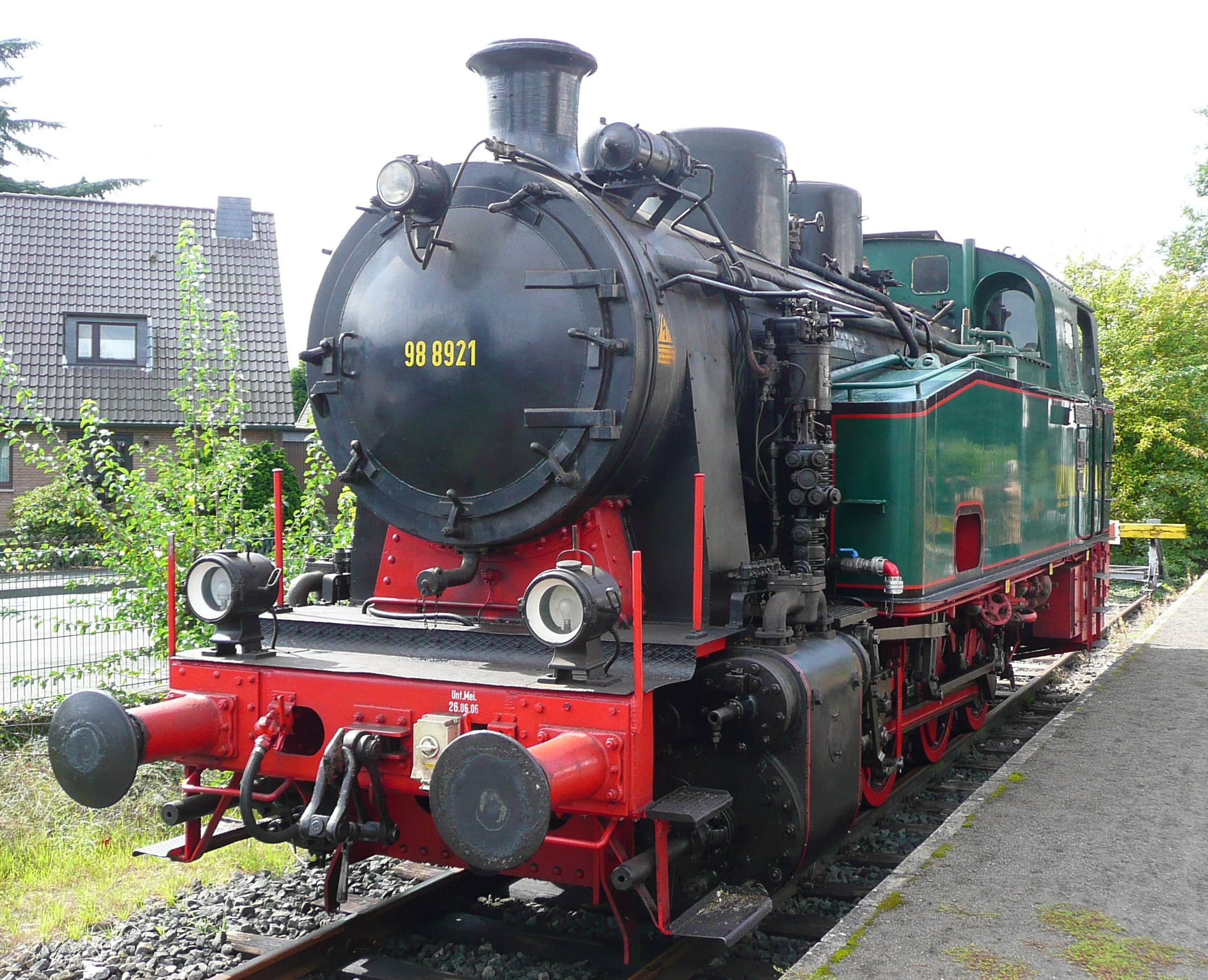
Der Schluff am „Bahnhof“ von Sankt Tönis im September 2011
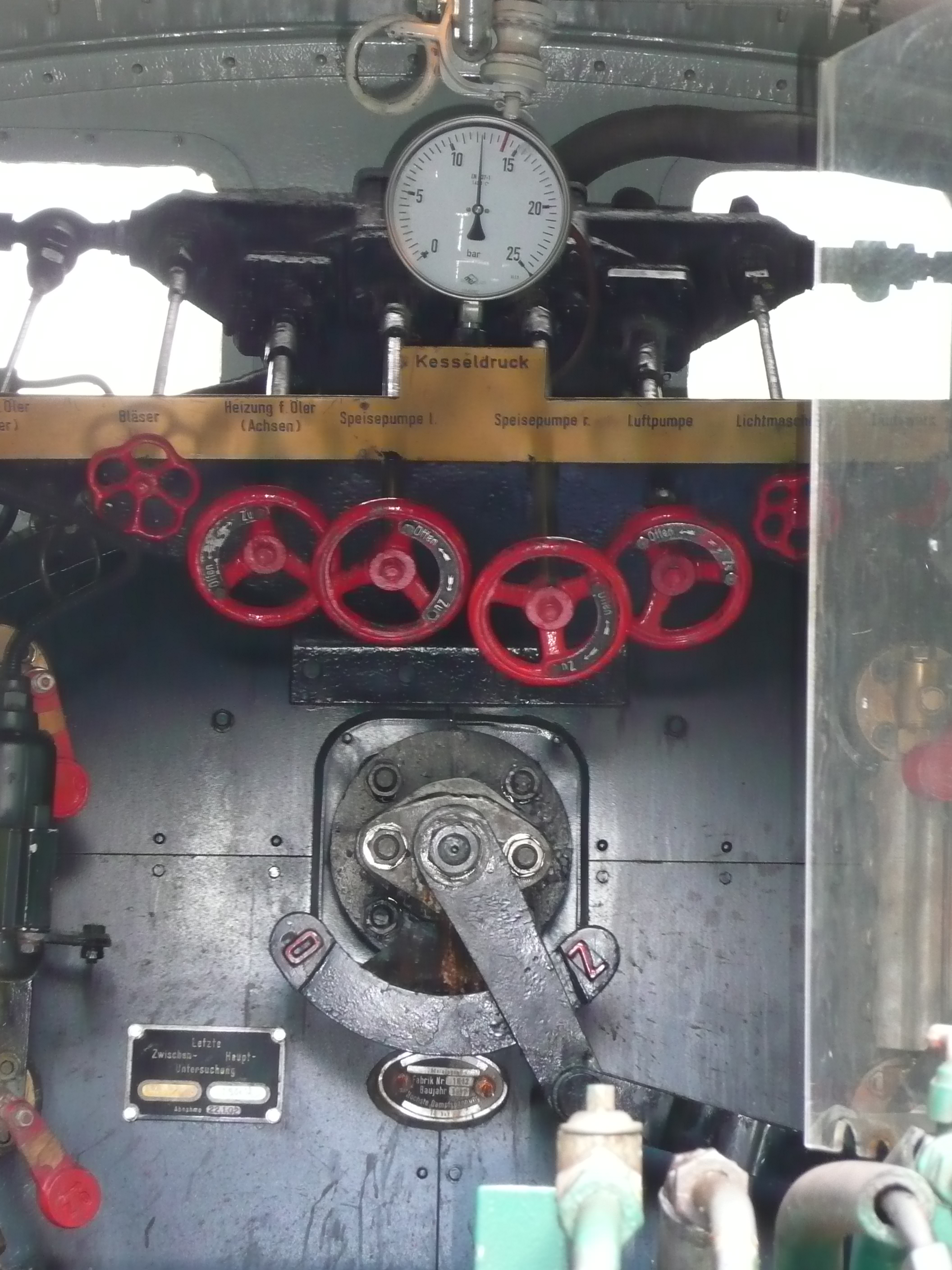
Details vom Fahrstand des Grafen Bismarck XV
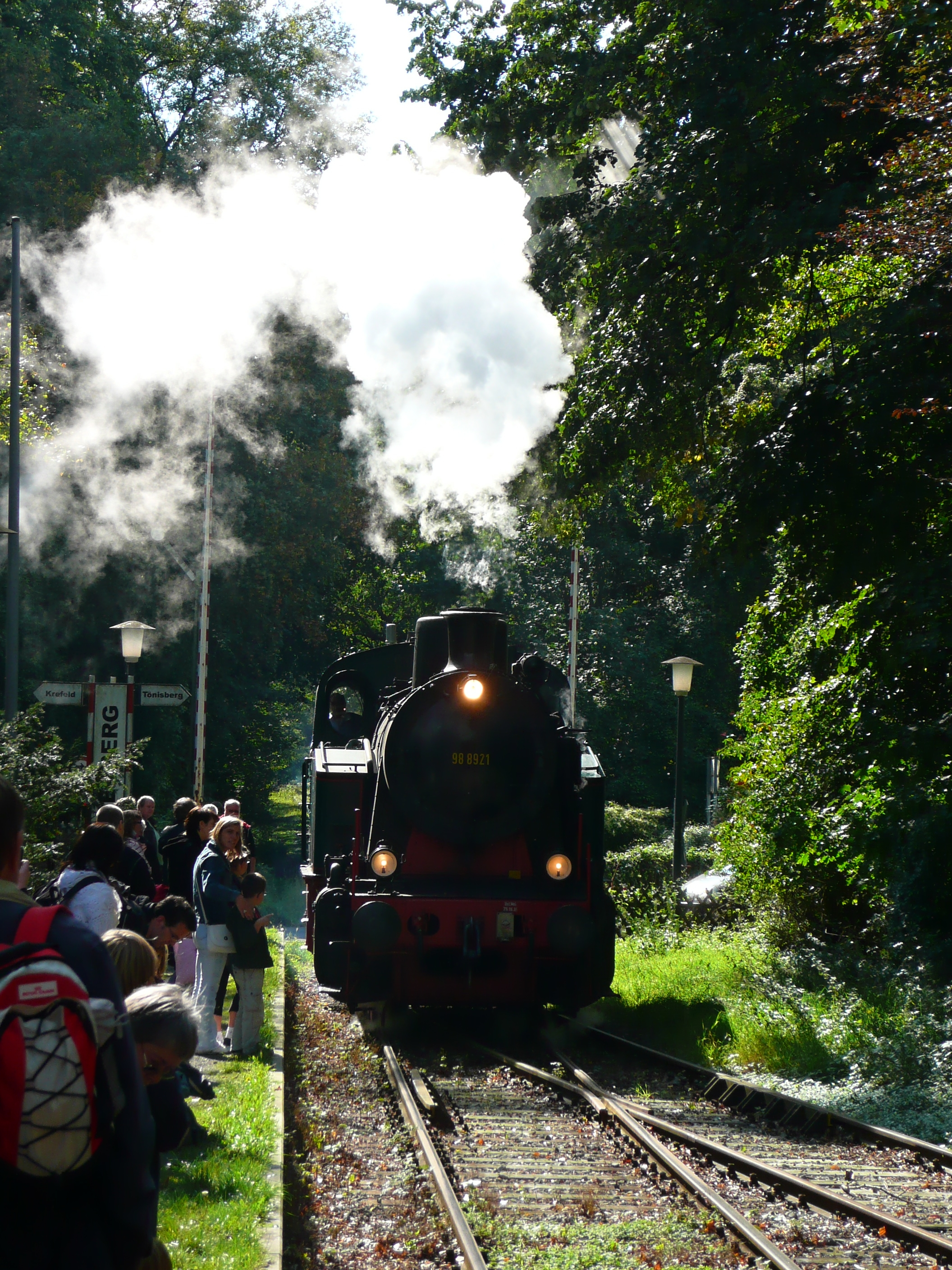
Der Schluff rangiert und dampft am Hülser Berg

## Film
Im Jahr 2013 diente der Schluff als Rahmenmotiv für den Kinderfilm Der Schluff und das Geheimnis der goldenen Taschenuhr des Produzenten Michael Schürger, unter anderem mit dem Schauspieler Tom Gerhardt.